# Kushk (huyện)
Kushk là một huyện thuộc tỉnh Herat, Afghanistan. Dân số thời điểm năm 1999 là 70,461 người.